# Fêtes et jours fériés au Royaume-Uni
Pour les articles homonymes, voir Bank holiday (homonymie).
Les bank holidays (au singulier bank holiday) sont les jours fériés — originellement, de fermeture des banques, d'où leur nom — décrétés par une loi du Parlement au Royaume-Uni ; ils ne sont pas les seuls jours fériés (public holidays), les autres étant d'application commune (comme Noël), mais l'expression est employée communément pour les englober tous. Ils ne sont pas obligatoirement chômés, mais c'est le cas pour la majorité de la population active.

## Historique
Jusqu'en 1834, les employés de la Banque d'Angleterre (Bank of England, la banque centrale du Royaume-Uni, d'où vient le nom des bank holidays) observaient trente-trois jours fériés religieux ; ils sont réduits à quatre : le 1er mai, le 1er novembre (fête de la Toussaint), le Vendredi saint et le jour de Noël.

### Bank Holidays Act 1871
En 1871, John Lubbock, banquier britannique et homme politique du Parti libéral, défend au Parlement la première loi fixant les jours fériés du pays (voir le tableau suivant), promulguée sous le nom de Bank Holidays Act 1871. Le Vendredi saint et le jour de Noël ne sont pas définis dans la loi, car ils sont déjà communément chômés
Le cas de l'Écosse est traité à part en raison des coutumes de la nation. Les bank holidays n'y ont pas vraiment désigné autre chose que les jours de fermeture des banques, les jours fériés valable dans la nation étant décidés par les autorités locales sur la bases de coutumes (comme le Dundee Fortnight (en) ou la foire de Glasgow).
En 1903, le Bank Holiday (Ireland) Act ajoute le 17 mars, jour de la Saint-Patrick, aux jours fériés en Irlande. En 1921, l'Irlande devient indépendante ; le terme de bank holiday y est resté communément employé, même si légalement l'expression correcte est public holiday ; voyez à ce sujet l'article sur les fêtes et jours fériés en Irlande.

### Banking and Financial Dealings Act 1971
En 1971 est promulgué le Banking and Financial Dealings Act 1971, qui définit la majorité des jours fériés appliqués de nos jours au Royaume-Uni. Le lundi de Pentecôte est remplacé par le Late Spring Bank Holiday, le dernier lundi de mai. Selon cette loi, les jours fériés sont annoncés chaque année par une proclamation royale (royal proclamation), à l'occasion de laquelle les jours fériés qui devaient tomber un week-end sont décalés au lundi suivant (ils sont couramment appelés les bank holiday in lieu de la date habituelle ; légalement, ce sont les substitute days).
En 1972, la date du jour férié d'août est modifiée du début à la fin du mois en Angleterre, au pays de Galles, et en Irlande du Nord (mais pas en Écosse). En 1974, le Boxing Day est ajouté aux jours fériés de l'Écosse, et le dernier lundi de mai en 1978. Le 29 novembre 2006, le texte de loi St Andrew's Day Bank Holiday (Scotland) Act 2007 (sanctionné en janvier 2007) est voté au Parlement écossais, faisant du 30 novembre (décalé au lundi suivant si cela tombe un week-end, sans besoin de proclamation royale), jour de la Saint André, un jour férié en Écosse.
Le vendredi 29 avril 2011 a été déclaré férié dans les quatre nations constitutives en raison du mariage du prince William de Galles avec Catherine Middleton, entraînant un week-end de quatre jours avec le lundi 2 mai (May Day Bank Holiday).

## Fêtes fériées
Il existe huit jours fériés en Angleterre et au pays de Galles, neuf en Écosse et dix en Irlande du Nord.
| Nom français             | Nom local                                   | Date                  | Angleterre | Pays de Galles | Écosse | Irlande du Nord |
| ------------------------ | ------------------------------------------- | --------------------- | ---------- | -------------- | ------ | --------------- |
| Nouvel an                | New Year's Day                              | 1er janvier           | Oui        | Oui            | Oui    | Oui             |
| 2 janvier                | 2 January                                   | 2 janvier             | Non        | Non            | Oui    | Non             |
| Fête de la Saint-Patrick | St Patrick's Day                            | 17 mars               | Non        | Non            | Non    | Oui             |
| Vendredi saint           | Good Friday                                 | Date variable         | Oui        | Oui            | Oui    | Oui             |
| Lundi de Pâques          | Easter Monday                               | Date variable         | Oui        | Oui            | Non    | Oui             |
| Fêtes de mai             | Early May Bank Holiday                      | Premier lundi en mai  | Oui        | Oui            | Oui    | Oui             |
| Fête de printemps        | Spring Bank Holiday / Late May Bank Holiday | Dernier lundi en mai  | Oui        | Oui            | Oui    | Oui             |
| Bataille de la Boyne     | The Twelfth (Battle of the Boyne)           | 12 juillet            | Non        | Non            | Non    | Oui             |
| Fête d'août              | August Bank Holiday                         | Premier lundi en août | Non        | Non            | Oui    | Non             |
| Fête d'été               | Summer Bank Holiday / August Bank Holiday   | Dernier lundi en août | Oui        | Oui            | Non    | Oui             |
| Fête de la Saint-André   | St Andrew's Day                             | 30 novembre           | Non        | Non            | Oui    | Non             |
| Noël                     | Christmas Day                               | 25 décembre           | Oui        | Oui            | Oui    | Oui             |
| Fête de la Saint-Étienne | Boxing Day                                  | 26 décembre           | Oui        | Oui            | Oui    | Oui             |